# Onobrychis aliacmonia
Onobrychis aliacmonia är en ärtväxtart som beskrevs av Karl Heinz Rechinger. Onobrychis aliacmonia ingår i släktet esparsetter, och familjen ärtväxter. Inga underarter finns listade i Catalogue of Life.